# Jarkovci
Jarkovci (en serbe cyrillique : Јарковци) est un village de Serbie situé dans la province autonome de Voïvodine. Il fait partie de la municipalité d'Inđija dans le district de Syrmie (Srem). Au recensement de 2011, il comptait 593 habitants.
Jarkovci est une communauté locale, c'est-à-dire une subdivision administrative, de la municipalité d'Inđija.

## Géographie

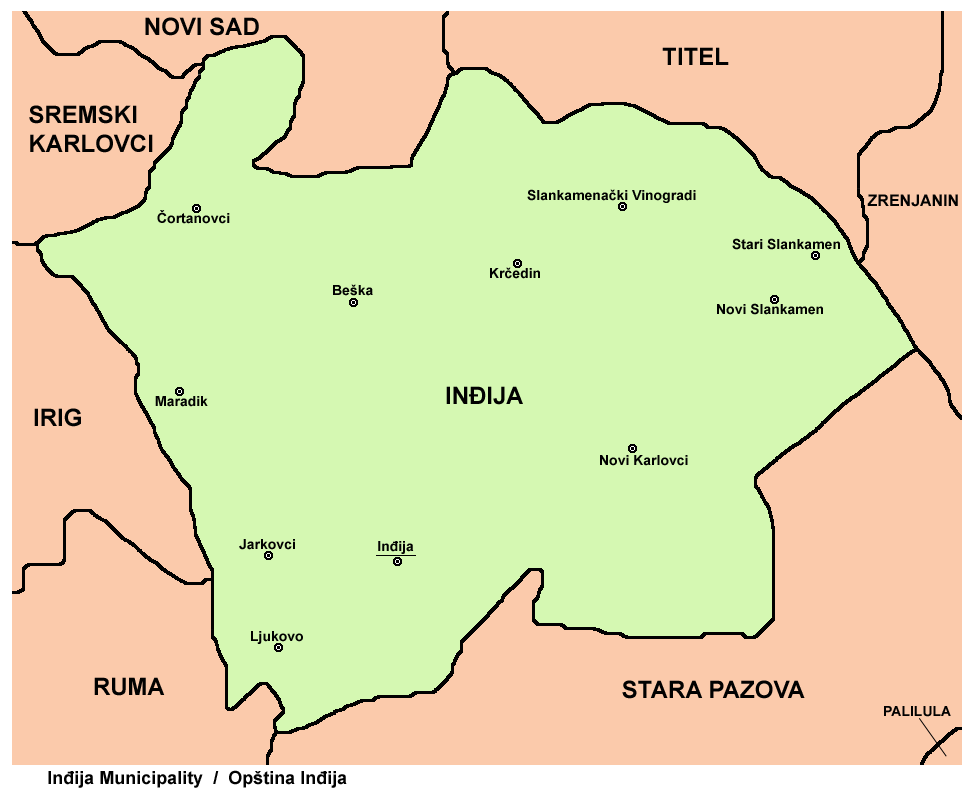
Localisation de Jarkovci dans la municipalité d'Inđija

Jarkovci se trouve dans la région de Syrmie, sur un plateau de lœss au pied du versant méridional de la Fruška gora. Le village est situé à 4 kilomètres d'Inđija, le centre administratif de la municipalité.
Près du village s'étend un lac artificiel poissonneux qui sert de base de loisirs.

## Histoire
Un village nommé Jarkovci existait déjà au XVIIe siècle et au début du XVIIIe siècle mais il était situé au sud d'Inđija et non pas au nord-ouest de la ville comme aujourd'hui.
À l'emplacement de l'actuel village se trouvait le château de Moja Volja, la résidence d'été du comte Marko Pejačević, issu d'une famille qui possédait de nombreuses terres dans la région de Syrmie ; il abrite aujourd'hui l'école maternelle Boško Buha et l'école élémentaire Dušan Jerković.

## Démographie

### Évolution historique de la population
| 1948 | 1953 | 1961 | 1971 | 1981 | 1991 | 2002 | 2011 |
| ---- | ---- | ---- | ---- | ---- | ---- | ---- | ---- |
| 404  | 554  | 456  | 364  | 364  | 318  | 604  | 593  |

|  |

### Données de 2002
Pyramide des âges (2002)
En 2002, l'âge moyen de la population était de 37,8 ans pour les hommes et 38,8 ans pour les femmes.
Répartition de la population par nationalités (2002)
En 2002, les Serbes représentaient 97,84 % de la population.

### Données de 2011
En 2011, l'âge moyen de la population était de 42,9 ans, 42,1 ans pour les hommes et 43,8 ans pour les femmes.

## Personnalité
Jarkovci est le village natal du peintre Oskar Zomerfild, qui a notamment représenté des paysages de la région de Syrmie.